# Hit 'Em Up
"Hit 'Em Up" är en kontroversiell disslåt av 2Pac (Tupac Shakur) och the Outlawz. Låten är en B-sida till singeln "How Do U Want It", släppt 4 juni 1996 från albumet All Eyez on Me. Låtens text innehåller grova förolämpningar mot flera hiphop-artister inom grupperingen av rappare från USA:s östra kust under en period av konflikt mellan 'East Coast-' och 'West Coast Hiphop'. Förolämpningarna riktar sig bland annat till Shakurs förre vän och rival Notorious B.I.G.. Låten producerades av Johnny "J" som Tupac haft ett långt samarbete med, och samplar basgången från "Don't Look Any Further" av Dennis Edwards. Musikvideon, som i sig själv beskrivits som ökänd, inkluderar imitatörer av Notorious B.I.G, Puffy och Lil' Kim.
Det har sagts att låten har haft en roll i att trappa upp den konflikt mellan öst- och västkusten som har kommit att kallas the East Coast–West Coast hip hop rivalry. Kontroversen kring låten är till stor del på grund av mordet på Tupac Shakur bara några månader efter låtens släpp, och det har spekulerats att Notorious B.I.G. skulle ha varit involverad i mordet och att låten skulle ha spelat en roll i detta. Låten har beskrivits som brutal, obscen och frånstötande och har kallats den bästa disslåten någonsin.
Bland de artister som 2Pac förolämpar i låten finns Lil Kim, Mobb Deep, Puff Daddy, Biggie Smalls aka Notorious B.I.G och hela Bad Boy Entertainment. Ursprungligen fanns även en diss mot Jay-Z med i låtens outro precis innan 2-Pac säger "Fuck you, die slow muthafucka, my fo-fo make sure all y'all kids don't grow!" (Fri övers: Dö långsamt mammaknullare, min magnum .44 ser till att inga av dina barn blir gamla). En av medlemmarna i gruppen Outlawz övertalade dock 2-Pac att stryka detta då han menade att Jay-Z varit neutral i beefen som uppstått. 